# 李坚 (1918年)
李坚（1918年10月—2018年1月15日），原名申朝江，山东省鄄城县人，中华人民共和国政治人物，中共中央纪律检查委员会原专职委员（副部长级）。

## 生平
1938年加入中华民族解放先锋队。抗日战争时期，历任鲁西北抗日游击司令部第二十七支队政治部宣传干事、鄄城县民运部长、濮县县委书记等职务。1949年中华人民共和国成立后，长期在中共中央纪律检查委员会工作。文革开始后受到冲击。文革后期曾任中共德州地委常委、副书记，德州地区革委会副主任等职。1978年，任中共中央组织部改正错划右派办公室主任。1978年12月在中共十一届三中全会当选中央纪律检查委员会委员。1979年10月，任中央纪委信访室主任。1982年12月，任中央纪委第五纪律检查室主任（负责中南六省）。1984年8月，任中央纪委专职委员。1987年12月离休。2018年1月15日逝世。